# Амбосели (национальный парк)
Амбосели (англ. Amboseli National Park) — национальный парк Кении. Расположен в области Лоитокиток, провинции Рифт-Валли. Территория парка составляет 392 км2 и расположена в центре экосистемы, площадью 3000 км2, которая пересекает границу Кении и Танзании. Парк находится в 240 километрах к югу-востоку от столицы Найроби и наряду с заповедником Масаи-Мара и национальным парком Озеро Накуру является наиболее посещаемым национальным парком в Кении. Отчасти это связано с красивыми пейзажами животных на фоне горы Килиманджаро, а также с возможностью близко подъехать к слонам, пасущимся среди других животных. Но часто из-за большого скопления облаков вершина Килиманджаро может быть не видна. Доход парка в 2005 году составил 3,5 миллиона долларов.
В национальном парке обитает более 400 видов птиц и 80 видов млекопитающих.

## История
Джозеф Томсон был первым европейцем, попавшим в регион Empusel (на языке племени масаев означает «солёная пыль») племени масаев в 1883 году. Он был поражён множеством диких животных и контрастом между засушливыми районами высохшего озера и оазисом болот, который сохраняется и по сей день.
Амбосели был образован в качестве «Южной резервации» для племени масаев в 1906 году, но в 1948 году перешёл к местному управлению как охотничий заповедник. В 1974 году с целью защиты уникальной экосистемы Амбосели был официально утверждён в качестве национального парка, а в 1991 году ЮНЕСКО объявило его биосферным резерватом. В 2005 году президент Кении Мваи Кибаки заявил, что управление парком должно перейти от Службы охраны дикой природы Кении к Olkejuado County Council и племени масаев. Некоторые наблюдатели увидели в этом шаге политическую выгоду в преддверии голосования по новой конституции Кении. Передача управления повлечёт за собой перевод денежных средств за посещение парка непосредственно в County Council с дальнейшим сомнительным распространением прибыли среди племен масаев, расположившихся вокруг парка. Это может создать нежелательный прецедент, который может поставить под угрозу статус других парков Кении.

## Флора и фауна
Парк знаменит в качестве лучшего места в Африке, где можно близко подъехать к пасущимся слонам. По некоторым оценкам в парке насчитывается около 900 особей. Другими достопримечательностями парка являются красивые пейзажи животных на фоне горы Килиманджаро и посещение племени масаев.
В парке Амбосели представлена одна из лучших возможностей наблюдения африканских животных из-за скудной растительности вследствие длительного периода засухи. В национальном парке Амбосели обитают: африканский слон, носорог, буйвол, импала, лев, гепард, гиены, жирафы, зебры, антилопы гну и множество других животных. В парке также можно встретить более 400 видов птиц.
|                  |              |                     |        |
|                  |              |                     |        |
| Африканский слон | Антилопа гну | Венценосный журавль | Бабуин |

## Туризм
По приезде в парк туристы проходят небольшой инструктаж: нельзя выходить из автомобиля за исключением специальных мест, нельзя беспокоить животных, нужно придерживаться проложенных маршрутов и не съезжать с них; всегда уступать животным дорогу. Почва в парке является вулканической и рыхлой, вследствие чего дороги в сезон дождей сильно размокают, а в сухой сезон в парке довольно пыльно.
В Амбосели есть также небольшой аэропорт — аэропорт Амбосели (HKAM).
Национальный парк Амбосели вместе с парком озеро Накуру являются наиболее дорогими национальными парками в Кении (Premium Parks).